# Arènes Vistahermosa
Les arènes Vistahermosa (en espagnol : Plaza de toros Vistahermosa) sont les arènes de la ville colombienne de Bucaramanga, chef-lieu du département de Santander, en Colombie. Inaugurées en 2001, elles ont une capacité de 10 000 places.